# Tank Grote
Der Tank Grote, kurz TG (russisch Танк Гроте, kurz ТГ), war ein sowjetischer Panzer.
Nach dem Besuch einer sowjetischen Handelsmission 1929/30 in Deutschland wurde der deutsche Ingenieur Eduard Grote in die UdSSR eingeladen, um hier auf Basis seiner Entwürfe und Ideen einen stark gepanzerten mittleren Panzer als Alternativentwurf zum T-24 zu bauen. 1930 begannen die Arbeiten an einem solchen Muster unter der Bezeichnung TG (Tank Grote).
Der TG sollte knapp 20 Tonnen wiegen, 40 km/h schnell sein und eine 15 bis 30 mm starke Panzerung erhalten. Als Antrieb war ein von Grote speziell entworfener Ottomotor von 240 PS geplant, die Bewaffnung sollten eine schwere und eine leichte Kanone sowie fünf MG bilden. Der Entwurf erhielt höchste Priorität unter den Versuchsmustern des Jahres 1931 und es war bereits eine Nullserie von 50 bis 75 Panzern als Vorbereitung auf eine geplante Großserienproduktion von über 2000 Stück geplant. Deshalb wurde der T-24 auch nur als Zwischenlösung angesehen und seine gerade anlaufende Produktion wieder gedrosselt.
Zum Ende des Jahres 1930 besuchte ein maßgeblicher sowjetischer Panzerkonstrukteur Großbritannien und bekam dort den Vickers A-6 (Mk.III) präsentiert. Sein darüber angefertigter Bericht erregte die Aufmerksamkeit des sowjetischen Oberkommandos, das hier seine aktuellen Vorstellungen über die Motorisierung und Mechanisierung der Bewaffnung besser erfüllt sah.
Inzwischen waren die Arbeiten am TG aber weit fortgeschritten und der Prototyp wurde im Sommer 1931 fertiggestellt. Er war mit einer 76,2-mm-Kanone in der Wannenfront mit einem kleinen horizontalen und vertikalen Schwenkbereich, einer 37-mm-Kanone in einem Drehturm darüber und fünf MG in verschiedenen Richtungen in der Wanne bzw. in den Seiten des Laufwerks bewaffnet.
Da der von Grote entworfene Motor noch nicht fertig war, wurde ein normaler M-6-Motor eingebaut. Dieser trieb ein kombiniertes Straßen-/Kettenlaufwerk an, das dem amerikanischen Christie-Panzer entlehnt war. Damit konnte der Panzer nach dem Abnehmen der Ketten auf fünf großen Laufradpaaren mit Gummilaufflächen direkt auf der Straße gefahren und so der Kettenverschleiß verringert werden.
Die Erprobung lief bis Ende 1931, wobei sich der Antrieb und das Laufwerk als störungsanfällig erwiesen. Nach dem Auswerten der Testergebnisse wurde deshalb entschieden, den TG im Status eines Versuchsmusters zu belassen und den britischen Vickers-Panzer bzw. den amerikanischen Christie-Panzer als Basis für ein Einsatzmuster zu verwenden. Auch nach Beseitigung der Probleme und erfolgreichem Abschluss der Tests ging der TG so nicht in Produktion; Eduard Grote musste 1933 die UdSSR verlassen. Auch wenn der TG letztlich nicht in Serie ging, erwies er sich als wichtiger Meilenstein für die sowjetischen Panzerbauer, mit dem sie wertvolle Erfahrungen bei der Entwicklung eines mittleren Panzers gewinnen konnten.

## Weitere technische Daten
- Bodenfreiheit: 0,50 m
- Bodendruck: 0,50 kp/cm²
- Steigfähigkeit: 40 °
- Überschreitfähigkeit: 3,00 m
- Kletterfähigkeit: 1,00 m
- Watfähigkeit: 1,20 m